# Isabelle Garo
Isabelle Garo (Saint-Germain-en-Laye, 5 de setembre de 1963) és una filòsofa francesa, autora de diversos llibres i nombrosos articles dedicats a Karl Marx i a l'anàlisi marxista del món contemporani i a les intervencions crítiques en el camp de les idees.
Participa a la Grande Édition des oeuvres de Marx et d'Engels (GEME), el projecte de la primera edició completa dels escrits de Marx i Friedrich Engels en francès.

## Trajectòria
Isabelle Garo ha ensenyat filosofia en diverses escoles secundàries de l'académie de la Marne, al Liceu Faidherbe de Lilla i al Liceu Chaptal de París.
Ha coorganitzat amb Jean-Numa Ducange, Stathis Kouvelakis i Jean Salem el Séminaire Marx au XXI sciècle (L'esprit et la lettre). Va participar al consell editorial de la revista Action poétique. Coodirigeix la revista en línia Contretemps i la col·lecció «Lignes rouges» d'éditions Amsterdam, i és membre del consell editorial de la revista Europe.
La seva obra tracta la recepció crítica de Marx a França des dels anys 1970 fins avui (Foucault, Deleuze, Althusser i Marx: a politique dans la philosophie, Démopolis, 2011) El 2012, va donar suport «sense reserves al Front d'Esquerra i al seu candidat, Jean-Luc Mélenchon».

## Obra publicada
- Avec Marx, philosophie et politique, entretiens dirigés par Alexis Cukier et Isabelle Garo avec Alain Badiou, Étienne Balibar, Jacques Bidet, Michael Löwy, Lucien Sève, La Dispute, Paris, 2019.
- Communisme & stratégie, Amsterdam, Paris, 2019. [trad. Comunisme i estratègia. Tigre de Paper, 2021, 978-84-18705-04-5]
- Marx politique, dir. avec J.-N. Ducange, La Dispute, Paris, 2015.
- L'or des images - Art, monnaie, capital, La Ville Brûle, Montreuil, 2013.
- Marx et l'invention historique, Syllepse, Paris, 2012.
- Consignes pour un communisme du XXIe siècle, La Ville Brûle, Montreuil, 2011 (Poésie et livre-objet).
- Foucault, Deleuze, Althusser & Marx - La politique dans la philosophie, Démopolis, Paris, 2011.
- L'Idéologie ou la pensée embarquée, La Fabrique, Paris, 2009 ISBN 9782913372887.
- L'Île - légendes définitives, Le Bruit Des Autres, Limoges, 2001 (Poésie).
- Marx, une critique de la philosophie, Seuil (Points Essais), Paris, 2000.

### En català
- Comunisme i estratègia, Tigre de Paper, 2021, traducció d'Oriol Valls